# 187 Strassenbande
187 Штрасенбанде је немачка хип хоп група. Формирана је 2006. године од странe немачких репера који су из Хамбурга. Групу чине Гзуз (Gzuz), Бонез МЦ (Bonez МC), Максвел (Maxwell), ЕЛЕКС (LX) и Са4 (Sa4), цртачи графита Фрост (Frost), Гел (Gel) и Трак (Track) и њихов продуцент Џембитс (Jambeatz). Остали чланови групе су били АхтВиер (AchtVier), Хасуна (Hasuna) и Мош36 (Mosh36), који из различитих разлога напуштају групу у периоду од 2013. до 2015. године. Они имају своју издавачку кућу која је названа исто као и група и подржана је од стране Јуниверзал Мјузик (Universal Music).Такође, музику избацују на каналу под именом КрајмTB (ChrymeTV).

## Каријера
Оснивачи групе су били Бонез МЦ и Гзуз. Почели су као хип хоп група за графите и полако су се проширивали са много више репера који су углавном из Хамбурга. После самосталног независног објављивања, Бонезов албум под именом "Krampfthat Kriminell" нашао се на листи немачких албума у 2012. години. Исте те године у групу се прикључује и Мош36. Гзуз, 2010. године, добија затворску казну у износу од три године и шест месеци због пљачке. Поводом тога, остатак групе 187 Штрасенбанде одлучује да крене у турнеју под називом "Слободан Гзуз" 2012. године. Пошто су имали своју продавницу ствари, тада су почели да продају и мајице под називом "Слободан Гзуз". 2014. године АхтВиер напушта групу. Исте те године, Гзуз-ов и Бонез-ов албум "High & Hungrig" улази у топ 10 албума у Немачкој. Максвел и ЕЛЕКС, 2015. године, избацују албум "Obststand".
Због њихове популарности, хип хоп група Ву-Танг Клан их је пратила током њихове турнеје 2015. године. Исте те године Гзуз избацује свој соло албум "Ebbe und Flut". Наредне, 2016. године, Бонез-ов албум са немачким репером Раф Камором долази до врха немачке листе албума.
187 Штрасенбанде 2017. године избацује "Sampler 4" који долази до самог врха Немачке, Аустријске и Швајцарске листе албума. Група је достигла 22,9 милиона прегледа у првој недељи продаје на Спотифају и поставили су нови рекорд у Немачкој.

## Стил
Група припада генгстерском репу, хип хоп-у. Оштри, директни текстови у почетку нису били толико популарни али су момци из групе 187 Штрасенбанде успели да се пробију и да њихов генгста реп достигне врх. Сарађују са бројним музичарима као што су: Раф Камора, Контра К, Ханибал, Уфо361, Нате57, Капо, Азад, Капитал Бра и тако даље.
Главни продуцент групе је ЏемБитс, који је активан у позадини песама у односу на остале чланове. Поред ЏемБитс-а, група сарађује и са другим продуцентима. У сарадњи са продуцентом П.М.Б изаша је Гзуз-ова и ЕЛЕКС-ова песма "Schnapp". Такође поред "Sampler 3", изашао је и додатни еп у сарадњи са Нате57. Поред тога албум "Palmen aus Plastik" достигао је огромни успех 2016. године у сарадњи са Раф Камором.

## Дискографија

### Семплери
| Година | Име               | Табела      | Табела    | Табела     |
| Година | Име               | Немачка     | Аустрија  | Швајцарска |
| 2009   | 187 Strassenbande | —           | —         | —          |
| 2011   | Der Sampler II    | —           | —         | —          |
| 2015   | Der Sampler 3     | 2           | 16        | 18         |
| 2017   | Der Sampler 4     | 1 (Платина) | 1 (Злато) | 1          |

### Епови
| Година | Име          | Табела  | Табела   | Табела     |
| Година | Име          | Немачка | Аустрија | Швајцарска |
| 2016   | All Stars Ep | 52      | 52       | 23         |

### Синглови
| Година | Име Албум                    | Табела  | Табела   | Табела     | Извођачи                             |
| Година | Име Албум                    | Немачка | Аустрија | Швајцарска | Извођачи                             |
| 2017   | Mit den Jungz Sampler 4      | 11      | 45       | 62         | Гзуз, Бонез МЦ и ЕЛЕКС               |
| 2017   | Millionär Sampler 4          | 2       | 29       | 32         | Бонез МЦ, Гзуз                       |
| 2017   | High Life Sampler 4          | 30      | 67       | —          | Бонез МЦ, Раф Камора, Гзуз и Максвел |
| 2017   | Sitzheizung Sampler 4        | 35      | —        | —          | Гзуз и Бонез МЦ                      |
| 2017   | 100er Batzen Sampler 4       | 45      | —        | —          | Са4, Гзуз, Бонез МЦ и ЕЛЕКС          |
| 2017   | 30er Zone Sampler 4          | 59      | —        | —          | ЕЛЕКС, Са4 и Максвел                 |
| 2017   | Zeit ist Geld Sampler 4      | 61      | —        | —          | Са4, Бонез МЦ и Гзуз                 |
| 2017   | 24/7 Sampler 4               | 60      | —        | —          | ЕЛЕКС                                |
| 2017   | Lächeln Sampler 4            | 53      | —        | —          | Бонез МЦ                             |
| 2017   | Meine Message Sampler 4      | 75      | —        | —          | Максвел                              |
| 2017   | Was ist passiert?! Sampler 4 | 72      | —        | —          | Бонез МЦ, ЕЛЕКС и Гзуз               |
| 2017   | Intro Sampler 4              | 77      | —        | —          | ЕЛЕКС, Са4 и Максвел                 |
| 2017   | Ballermann Sampler 4         | 81      | —        | —          | ЕЛЕКС, Гзуз и Бонез МЦ               |
| 2017   | 10 Dinger Sampler 4          | 84      | —        | —          | ЕЛЕКС и Максвел                      |
| 2017   | International Sampler 4      | 98      | —        | —          | Са4                                  |

## Извођачи

### Гзуз
Кристофер Џонас Клаус, познатији под уметничким именом Гзуз, рођен је 29. јуна 1988. године у Хамбургу. Гзуз је немачки репер и један од чланова хамбуршке хип хоп групе 187 Штрасенбанде. Име Гзуз је скраћеница од "Ghetto Zeug unzensiert" што значи нецензурисане гето ствари. У октобру 2010. године добио је затворску казну од три године и шест месеци. Привукао је пажњу у Америци након што је "Worldstar Hip Hop" објавио видео за његову нову песму "Was Hast Du Gedacht" у фебруару 2018. године. Музички спот је постао виралан због своје изузетно графичке и насилне природе. "Worldstar Hip Hop" је касније објавио и видео за његову песму "Warum".

#### Најпознатије нумере
| Година | Име                  |
| 2018   | Was Hast Du Gedacht" |
| 2019   | Warum                |
| 2016   | Optimal              |
| 2015   | 9mm                  |
| 2018   | Druck Druck          |

### Бонез МЦ
Џон Лоренц Мозер, познатији под уметничким именом Бонез МЦ, рођен је 23. децембра 1985. године у Хамбургу. Бонез МЦ је немачки хип хоп уметник и продуцент. Један је од чланова хип хоп групе 187 Штрасенбанде. Заједно са Гзуз-ом 2006. године оснивају групу 187 Штрасенбанде. Бонез МЦ је веома награђиван музичар у Немачкој, Аустрији и Швајцарској. Врхове топ листи тих земаља осваја са репером Раф Камором са којим је 2016. године избацио албум под називом "Palmen Aus Plastik", који садржи двадесет песама. Тај албум је био на првом месту музичких топ листа у Немачкој и Чешкој, а на другом месту у Аустрији.

#### Најпознатије нумере
| Година | Име                |
| 2016   | Palmen Aus Plastik |
| 2016   | Ohne Mein Team     |
| 2019   | 500 PS             |
| 2020   | Honda Civic        |

### Максвел
Макс Квабена, познатији под уметничким именом Максвел, рођен је 23. марта 1993. године у Хамбургу. Проводио је доста времена са Бонез МЦ-ом и Гзуз-ом у почетку, али се тај однос полако охладио. Неколико година касније, Максвел се поново срео са Бонез Мц-ом и улази у групу 187 Штрасенбанде. Убачен је у две нумере у "High & Hungrig". Пошто је био доста близак са ЕЛЕКС-ом, исто чланом групе 187 Штрасенбанде, објавили су колаборативни албум "Obststand" са ЕЛЕКС-ом који се уврстио на пето место немачке албум листе.

#### Најпознатије нумере
| Година | Име            |
| 2016   | Оhne Mein Team |
| 2017   | Kontrollieren  |
| 2018   | Safari         |

### ЕЛЕКС
Александер Хутзлер, познатији под уметничким именом ЕЛЕКС, рођен је 3. септембра 1986. године у Хамбургу. Био је близак са Максвелом и 2015 године избацују албум "Obststand" који се попео на пето место немачке албум листе. Мање од месец дана након објављивања албума, ЕЛЕКС је ухапшен и оптужен за неколико насилних злочина и осуђен је на 22 месеца затвора.

#### Најпознатије нумере
| Година | Име              |
| 2015   | Schnapp          |
| 2019   | Super Lemon Haze |
| 2016   | HaifischNikez    |

### Са4
Антон Коља Пехрс, познатији под уметничким именом Са4, рођен је такође у Хамбургу. Упознао је Бонез МЦ-а код хамбуршког издавача Јентовн Цхриме. Са4 2009. године избацује свој албум "Undercover". У 2016. години реализује свој "Nebenasche" еп, који је био један део албума "High & Hungrig 2" од Бонез МЦ-а и Гзуз-а. Његов еп постаје самосталан и дозвољен за преузимање у Јануару 2017. године. Са4 је био присутан на сва три семплера. Први свој соло албум избацује 10. новембра 2017. године под називом "Neue Deutsche Quelle" и тај албум је доспео на треће место немачких албума те године. Као и већина чланова, његов стил је генгста реп и улични реп који говори о криминалу на улицама Хамбурга.